# Піщаний (струмок)
Піща́ний — струмок у Києві, в місцевості Шулявка, ліва притока Либеді.

## Опис
Починається на перетині вулиць Довженка та Дегтярівської, далі протікає краєм парку імені Пушкіна. Перетнувши Зоологічну вулицю, протікає територією зоопарку. Тут про присутність струмка нагадує каскад ставків. Далі струмок протікає під колишньою Піщаною вулицею (нині — Віктора Ярмоли; звідси й назва струмка). Перетнувши проспект Берестейський та Борщагівську вулицю, струмок неподалік від Палацу урочистих подій впадає у Либідь.
На всій протяжності струмок взятий у колектор, за винятком ставків на території зоопарку, а також невеликої діялнки між ставками.
Протяжність — близько 2,5 км.